# Spodnja Besnica
Spodnja Besnica este o localitate din comuna Kranj, Slovenia, cu o populație de 866 de locuitori.